# La Virtud
La Virtud è un comune dell'Honduras facente parte del dipartimento di Lempira.
Il comune venne istituito nel 1859.